# Sông Sê Băng Hiêng

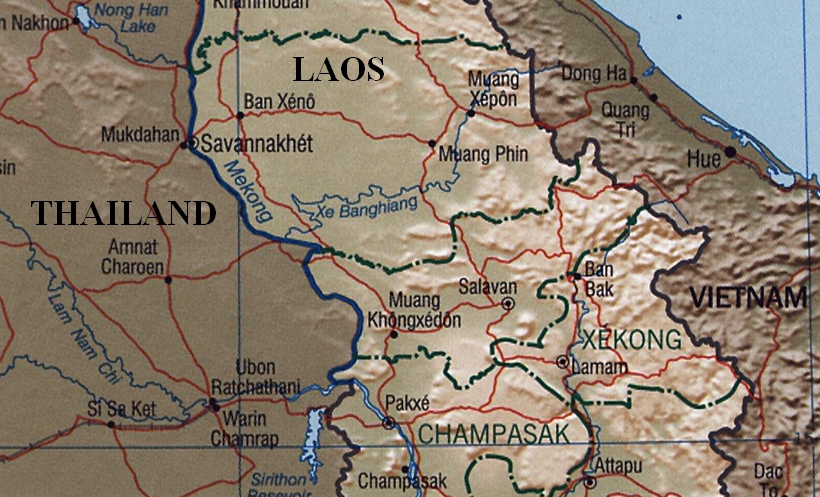
Dòng chảy của Sê Băng Hiêng

Sông Sê Băng Hiêng (tiếng Lào: Se Banghiang, Se nghĩa là sông) là một phụ lưu cấp 1 của sông Mê Kông và là một dòng sông ở Nam Lào.

## Dòng chảy
Sê Băng Hiêng bắt nguồn từ phía Tây dãy núi Trường Sơn, ở địa phận xã Hướng Lập huyện Hướng Hóa tỉnh Quảng Trị, Việt Nam, chảy về phía tây qua biên giới Lào - Việt ở nơi đặt Đồn Biên phòng Cù Bai .
Sang địa phận tỉnh Savannakhet của Lào, lúc đầu chảy uốn lượn theo hướng Đông Bắc-Tây Nam. Tại thị trấn Sepon nó tiếp nhận hai phụ lưu là Xê Pôn chảy từ hướng đông nam đến, và Nam Kok chảy từ hướng tây bắc đến.
Tại muang Phine (Mường Phín) thì Se Banghiang tiếp nhận dòng Se Lanong chảy từ hướng đông đến. Se Lanong cũng bắt nguồn từ dãy Trường Sơn ở đoạn biên giới Lào - Việt, giáp với huyện A Lưới thành phố Huế, Việt Nam .
Sau đó sông chảy theo hướng tây, đến muang Songkhone thì tiếp nhận hai phụ lưu nữa là Se Champhone và Se Sang Noi.
Sông nhập vào sông Mekong ở gần thành phố Savannakhet.
Ghềnh Samateth trên Sê Bănghiêng là một điểm du lịch quan trọng ở tỉnh Savannakhet.

## Một ý tưởng phân lũ
Nguồn của con sông này gần như cùng một nơi với nguồn của Xê Pôn ở biên giới Quảng Trị - Savannakhet, là nơi dãy Trường Sơn hạ thấp xuống. Do đó, khi trăn trở tìm phương án chống lũ cho khu vực hạ lưu sông Mê Kông, tiến sĩ Phạm Văn Quang của Việt Nam đã có tưởng tượng ra rằng vào mùa mưa lũ hãy đổi hướng dòng chảy của Sê Băng Hiêng ngược lại về phía Đông, qua Quảng Trị và đổ ra Biển Đông nhờ đó sẽ giảm bớt được lượng nước đổ vào sông Mekong .